# Myrsine rockii
Myrsine rockii är en viveväxtart som först beskrevs av Otto Degener och Edward Yataro Hosaka och som fick sitt nu gällande namn av Edward Yataro Hosaka.
Myrsine rockii ingår i släktet Myrsine och familjen viveväxter. Inga underarter finns listade i Catalogue of Life.